# 大泉塔塔尔族乡
43°57′32″N 89°24′58″E / 43.959°N 89.416°E
大泉塔塔尔族乡，又称大泉塔塔尔民族乡、塔塔尔乡、大泉乡，是中华人民共和国新疆维吾尔自治区昌吉回族自治州奇台县下辖的一个民族乡。于1989年7月25日成立，是中国唯一以塔塔尔族为主体的民族乡。

## 歷史
1950年，属奇台县七区。1958年，設东湾公社，大泉属之。1983年，东湾公社改為东湾乡，仍屬之。1989年7月25日，东湾乡的大泉村、东湾牧场等村划出析置大泉塔塔尔族乡。

## 地理
大泉塔塔尔族乡位於奇台县西南部，东接吉布库镇和兵团农六师中心团场108社区，南鄰吐鲁番市高昌區，西毗吉木萨尔县二工镇，北界西北湾乡，面积1349.36平方千米。大泉塔塔尔族乡地处博格达山脚下，地势南高北低，南部山區最高点海拔3510米，多年平均气温4.7°C。1月平均气温-19°C，7月平均气温25.6°C，年均无霜期156天。年均降水量176毫米，年均蒸发量2141毫米。全乡辖7个行政村，其中3个农业村，4个牧业村。南部天山牧业区面积158.5万亩，四条山沟分布着4个牧业村，北部平原农业区面积约7万亩，分布着3个农业村和4个牧业村的定居点。

## 經濟
經濟以農牧業為主，2005年全乡工农牧业生产总值为4660万元，其中农林牧渔业总产值3868万元，乡镇企业总产值792万元。2011年，大泉塔塔尔族乡耕地面积6.5万亩，农业总产值5000万元。粮食产量2万吨，包括1.2万吨小麦和7500吨玉米。甜菜种植面积7995亩，产量2.4万吨；油葵种植面积7905亩，产量1600吨。牛饲养量1.2万头，年末存栏5100头；羊饲养量9.5万只，年末存栏2.7万只；家禽饲养量32.5万羽。大泉塔塔尔族乡工业企业截至2018年有6家，以塑料制品、建筑材料生产为主，2011年工业总产值9000万元，商业网点149个，社会商品销售总额3000万元，财政总收入288.5万元。2017年，大泉塔塔尔族乡旅游产业总收入超过3000万元，农牧民人均收入超过9000元。

## 社會
大泉塔塔尔族乡的塔塔爾族以逐水草而居的牧业生产为主，20世纪80年代以后部分牧民在大泉湖村开垦荒地，至2006年已有470多户2300多名牧民轉為定居。2011年末大泉塔塔尔族乡總人口4332人，2017年常住人口4266人，2018年户籍人口4533人。2011年末，大泉塔塔尔族乡有文化站1个，文化活动中心2个，各类图书室4个，体育场1个，广播电视站1个，幼儿园1所，有一所以哈萨克语授课的小學，卫生院1个，卫生室5个。大泉塔塔尔族乡交通以公路运输為主，2011年轄境有农村道路21千米。大泉湖村因塔塔尔族民俗特色被评为中国传统村落。

## 行政区划
大泉塔塔尔族乡下辖以下村级行政区划单位：
农业七村、烧房沟村、黑沟村、大泉湖村、大沟村、马莲滩村和牛毛泉子村。